# Туризм на Украине
Украина — страна с развитым туризмом, которую, по данным Государственной службы статистики, в 2017 году посетило 14,2 млн иностранцев (25,4 млн в 2008, 21,4 млн в 2011, 24,6 млн в 2013), прежде всего из России, Молдавии, Белоруссии, сопредельных стран Восточной Европы, а также США, Узбекистана и Израиля, однако 90 % из них въезжают по личным делам, а именно туристические цели декларируют только 6 % въезжающих (1,23 млн в 2011 г.) — в основном из России (40 % всех туристов), Польши (11 %), Беларуси (9 %), Германии (6 %), США (4 %) и иных развитых стран.
После начала вооруженного конфликта между РФ и Украиной в 2014 году туризм на Украину резко сократился, по данным Госстатистики на 93 %. Всего в 2015 году Украину посетило 12,4 млн человек, включая однодневные визиты, из них с туристической целью всего 15 тыс. человек.
Сфера туристических интересов на Украине включает как активные виды отдыха и спортивного туризма, по-типу скалолазания и горнолыжного спорта, так и путешествия с познавательными целями, где объектом познания является богатая археологическая и религиозная история страны, её культура и природа. В частности, здесь находятся такие объекты Всемирного наследия ЮНЕСКО, как Киево-Печерская лавра и Софийский собор, а также средневековый центр Львова.

## История
К 1914 году туризм на Украине был мало распространён. Первые опыты принадлежат студенческой экскурсии 1876 года в Крым (под руководством профессора Новороссийского университета М. Головинский), путешествия студентов высших школ в Галиции в 1880-х годах (включали доклады, концерты и тому подобное); участником их был Иван Франко, который для путешественников написал стихотворение «Солнце по небу кругу»), основания Кружка любителей природы, горного спорта и крымских гор в 1880-х годах в Ялте, Крымского горного клуба в 1890-х годах (с центром в Одессе и филиалами в Ялте, Севастополе, Кишинёве и других городах). Широкую деятельность проявляло на Правобережье Российское общество туристов и Польское общество краеведческое, а в Галиции — Польское общество Татшанска. Там же в 1900-х годах активную туристическую деятельность проявляло общество «Сокол», которое учредило туристическую (под руководством К. Гутковського) и велосипедную (под руководством Я. Винцковский) секции.
Интенсивно туристические движения начали распространяться с 1920-х годов. В 1924 году во Львове было основано краеведческое общество «Плай» с филиалами в других городах, которое устраивало прогулки по Львову, Карпатам (на горе Плисце «Плай» имел свою туристическую станцию) и другим местностям.
Значительно сильнее (в частности в Карпатах) было развито польское туристическое движение (на Закарпатье — чешское). После большевистской оккупации Западной Украины в 1939 году все туристические общества были вынуждены прекратить свою деятельность.
В УССР туризм перешел несколько этапов организационных форм. В 1920-х годах было организовано Общество Советский Турист (Радтур), а позже в 1928 году — Общество Пролетарского туризма (ТПТ), объединенные в 1930 году в Всесоюзное добровольное общество пролетарского туризма и экскурсий (ТПТЕ). В 1936 году оно было ликвидирован, а туризм и альпинизм подчинены физкультурным и профсоюзным организациям.
В 1930-е годы в УССР иногда привозили туристов-иностранцев по линии «Интуриста» и ВОКС. Однако это продолжалось недолго. С зимы 1933 года «Интурист» прекратил свою деятельность на территории Украинской ССР и прервал оформление заказов на это направление. ВОКС прекратил осуществлять свою деятельность по приглашению и приему иностранцев в СССР в 1938 году.
В дальнейшем туристов-иностранцев на советской Украине (как и вообще в СССР) вплоть до середины 1950-х годов практически не было. Из пояснений к отчету «Интуриста» за 1953 год следует, что в 1953 году деятельность данной организации сводилась к приему иностранных делегаций и к обслуживанию пассажиров, которые следовали через СССР транзитом. Советские власти в некоторые периоды ограничивали въезд иностранцев на Украину.
Со второй половины 1950-х в СССР (в том числе на Украине) появляются туристы из других государств, причем туристический поток постоянно возрастал.
Данные по числу иностранных туристов, которые посетили УССР следующие (по годам):
- 1959 год — 25 054 чел.;
- 1964 год — 58 000 чел.;
- 1967 год — 127 220 чел.;
- 1969 год — 147 455 чел.;
- 1972 год — 270 175 чел.;
- 1978 год — 556 391 чел.;
- 1980 год — 975 938 чел.;
- 1984 год — 605 143 чел.;
- 1988 год — 545 635 чел.;
- 1990 год — 463 790 чел.

Из этих цифр видно, что иностранный туристический поток в Украинскую ССР достиг своего пика на рубеже 1970-х — 1980-х годов, но затем произошло его снижение почти в два раза.
В 1976 году в УССР действовали 84 туристические базы. Вся так называемая материальная база туризма на Украине могла одновременно принять и обслужить около 60 000. путешественников. Для детей были созданы детские туристические базы и школьные лагеря. С целью популяризации туризма был введён значок «Турист СССР» III, II и I степеней. Большой популярностью в кругах туристов пользовались Карпаты, Закарпатье, Буковина, Крым, берега Днепра, а также города Киев, Львов, Харьков, Одесса и другие.
Путешествиями иностранных туристов в УССР, как и во всем СССР, руководило Всесоюзное государственное общество «Интурист» с центром в Москве и уполномоченным представительством в Киеве. Оно утверждало всю туристическую деятельность с зарубежными туристическими фирмами и организациями, составляло маршруты иностранцев на территорией СССР. В 1959 году в Украинской ССР было создано республиканское Украинское общество дружбы и культурных связей с зарубежными странами, которое принимало иностранных туристов по своей линии и по линии других общественных организаций (творческих союзов, профсоюзов), государственных органов. В конце 1960-х — 1980-е годы эта организация обслуживала около 16 % иностранных туристов, прибывавших на Советскую Украину. Деятельность этого общества носила во многом политический характер — в основном общество обслуживало представителей украинской эмиграции и различные делегации из «прогрессивных» иностранных деятелей. Общество было ликвидировано в 1991 году.
В конце 1950-х — 1980-е годы среди иностранных туристов, посещавших Украину, абсолютно преобладали выходцы из стран соцлагеря (прежде всего из государств Организации Варшавского договора). Намного меньше был туристический поток из капиталистических стран и ещё меньше — из развивающихся государств «третьего мира». Например, Украинское общество дружбы и культурных связей с зарубежными странами приняло в 1990 году 96 822 иностранных туриста, из которых:
- 76 % — туристы из социалистических стран;
- 19 % — туристы из капиталистических стран;
- 5 % — туристы из развивающихся стран.

В 2012 году, согласно рейтингу Всемирной Организации Туризма, Украина занимала 12-е место в мире по количеству туристических визитов — 23 миллиона. До 2014 года страну ежегодно посещали более 20 миллионов туристов (25,4 млн в 2008 году), в первую очередь из стран Восточной и Западной Европы, США, Японии.
В 2015 году, согласно рейтингу Всемирной Организации Туризма, Украину посетило 12,428 млн туристов и в рейтинг стран, привлекательных для туризма, она вообще не попала. Столь резкое падение посещаемости связано с продолжающимся вооружённым конфликтом.
Сфера индустрии гостеприимства Украины включает как активные виды отдыха и спортивного туризма (например горнолыжный спорт), так и путешествия познавательного характера, на базе богатой археологической и религиозной истории страны. В мире становятся известными многочисленные лечебные курорты, расположенные буквально во всех регионах Украины.
- Гора Пикуй на горизонте
- Михайловский Златоверхий монастырь
- Исторический центр Львова
- Каменец-Подольская крепость

## Города
- Киев — историческая столица Киевской Руси и современной Украины на реке Днепр, «мать городов русских». Старинные соборы и монастыри, широкие бульвары, красивые виды и разнообразие культурных заведений.
- Каменец-Подольский — средневековый историко-культурный комплекс.
- Львов — средневековый «старый город» и уникальная архитектура с польскими и немецкими элементами.
- Мукачево — важный культурный центр Закарпатья, город со старинной архитектурой.
- Одесса — порт на Чёрном море, множество пляжей и уникальная смесь различных культур.
- Чернигов — старинный город с множеством памятников древнерусской архитектуры.
- Черновцы — является историческим центром Буковины и наряду со Львовом считается культурным центром Западной Украины, имеет интересную архитектуру австрийской эпохи, как и Ивано-Франковск.
- Замки Золотой подковы: Олеський замок, Подгорецкий замок, Золочевский замок на Галичине.
- Днепр — сравнительно молодой город, многочисленные памятники, интересные музеи, прогрессивная современная архитектура, самая длинная набережная в Европе — 23 км.
- Ужгород В городе сохранился замок 9-17 веков, исторический центр с множеством церквей и зданий 19 века также в городе есть микрорайон Малый Галагов со зданиями времён Чехословакии.
- Ивано Франковск сохранился хороший исторический центр со зданиями 17-19 века, центр Ивано-Франковской области.
- Харьков — первая столица Советской Украины с уникальной архитектурой, множеством памятников, кинотеатров, театров, музеев.
- Запорожье — самый длинный проспект в Европе — 15 км, ДнепроГЭС, остров Хортица — самый большой остров на реке в Европе, национальный историко-культурный заповедник, кромлехи на Хортице (рядом с музеем казачества), места проживания менонитов (поселения Верхняя Хортица, Розенталь, Шенвизе), Замок Попова в Васильевке Запорожской области.

## Ландшафты
- Карпаты — горные ландшафты с обширными возможностями для горных лыж и пеших прогулок, оздоровляющие источники минеральных вод.
- Побережье Чёрного моря и Крым — пляжные курорты.
- Побережье Азовского моря — пляжные курорты.
- Днепр — круизы, пляжный отдых, рыбалка, серфинг.

## Музеи под открытым небом
- Закарпатский музей народной архитектуры и быта
- Мамаева Слобода
- Музей народной архитектуры и быта Украины (Киев)
- Парк Киевская Русь
- Батурин
- Историко-культурный комплекс «Запорожская Сечь»
- Хутор Савки
- Музей народной архитектуры и быта «Шевченковский гай»
- Замок-музей «Радомысль» (г. Радомышль Житомирской области)[18]
- Крепость Святой Елисаветы

## Водопады
- Выр
- Гуркало
- Джуринский водопад
- Шипот (водопад)

## Виза и правила въезда на Украину
Законодательство Украины устанавливает определённый срок, в течение которого иностранцы, прибывшие на Украину краткосрочно, могут находиться без регистрации в органах ОВИР (УГИРФО). Итак, -
а) для иностранцев и лиц без гражданства из государств с визовым порядком въезда на период действия визы, но не более чем 90 дней на протяжении 180 дней, если другой срок не определён международными соглашениями;
б) для иностранцев и лиц без гражданства из государств с безвизовым порядком въезда (Австрия, Азербайджан, Андорра, Армения, Бельгия, Белоруссия, Болгария, Ватикан, Великобритания, Венгрия, Германия, Голландия, Греция, Грузия, Дания, Ирландия, Исландия, Испания, Италия, Казахстан, Канада, Киргизия, Кипр, Корея, Латвия, Литва, Лихтенштейн, Люксембург, Мальта, Молдавия, Монако, Монголия, Норвегия, Польша, Португалия, Российская Федерация, Румыния, Словакия, Словения, США, Таджикистан, Узбекистан, Финляндия, Франция, Чехия, Швейцария, Швеция, Эстония, Япония) — на срок не более чем 90 дней на протяжении 180 дней, если другой срок не определён международными соглашениями;
Продление срока пребывания на Украине иностранцев и лиц без гражданства, либо прибывших на длительное пребывание с целью учёбы, трудоустройство, в частных делах и тому подобное, осуществляется органами внутренних дел (ОВИР).
В связи с ситуацией с COVID-19, правила въезда в Украину значительно изменились. Для туристов, планирующих путешествие в Украину важно ознакомиться с перечнем необходимых для въезда в страну документов, например такими как документ, подтверждающий получение полного курса вакцинации от COVID-19, отрицательный результат экспресс-теста на определение антигена коронавируса SARS-CoV-2 или отрицательный результат теста PCR.